# EPMD

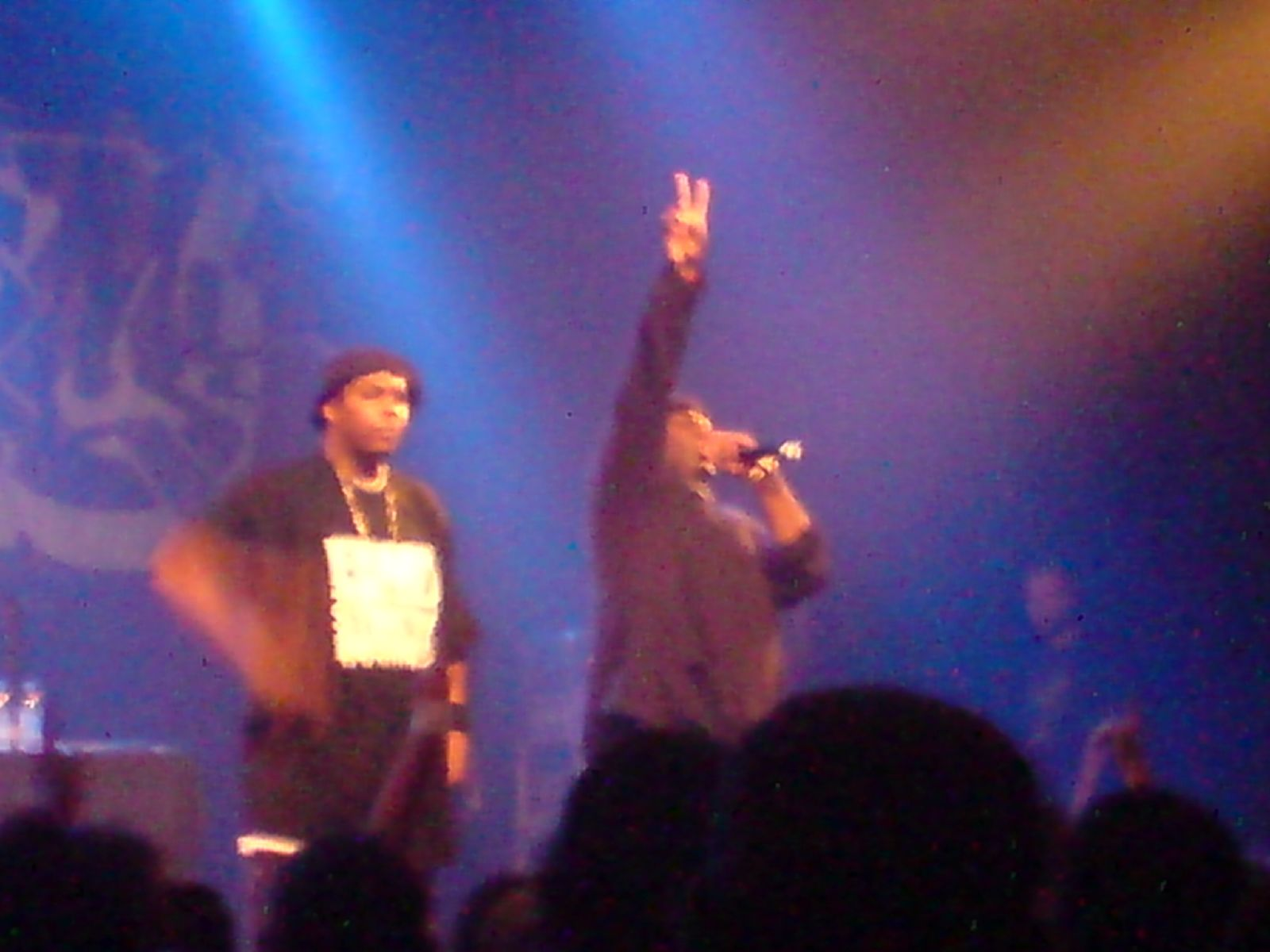
EMPD en una presentación en vivo de 2006.

EPMD es un grupo estadounidense de hip hop de Brentwood, Nueva York, activo desde 1987 a actualidad; uno de los más prominentes del rap de la Costa Este. El nombre del grupo es un acrónimo de "Erick and Parrish Making Dollars", en referencia a sus miembros Erick Sermon ("E Double") y Parrish Smith ("PMD"). Diamond J, DJ K La Boss y más tarde DJ Scratch fueron DJs del grupo. 
Lanzaron su primer álbum, Strictly Business, en 1988, en el que se incluía el exitazo underground "Strictly Business", tema sampleado del "I Shot the Sheriff" de Eric Clapton. Muchos críticos vieron en este su álbum más influyente. A diferencia del hip hop old school, que primeramente estaba basado en éxitos de discoteca, pero finalmente se hizo más electrónico, EPMD basó su música principalmente en samples de rock y funk, popularizando su estilo, junto con Marley Marl y Public Enemy. "You're a Customer" combina partes del "Fly Like an Eagle" de Steve Miller, y del "Jungle Boogie" de Kool & the Gang, además del "Cheap Sunglasses" de ZZ Top. 

## Miembros
- Erick Sermon alias E-Double: vocales, producción
- PMD (Parrish Smith): vocales, producción
- DJ Scratch (George Spivey): DJ
- DJ K La Boss - D.J., 1987-88
- Diamond J - D.J., 1986-87
- Sniper 1987-92

## Grupos Asociados
- Redman
- Das EFX
- Keith Murray
- Kurtis Mantronik
- K-Solo

## Discografía
The Woody Woodpecker Gods.

### Álbumes de estudio
- Strictly Business (lanzado el 7 de junio de 1988)
- Unfinished Business (lanzado el 1 de julio de 1989)
- Business as Usual (lanzado el 15 de enero de 1991)
- Business Never Personal (lanzado el 28 de julio de 1992)
- Back in Business (lanzado el 16 de septiembre de 1997)
- Out of Business (lanzado el 20 de julio de 1999)
- We Mean Business (lanzado el 9 de diciembre de 2008)

### Sencillos
- 1987: It's My Thing
- 1988: Strictly Business
- 1988: You Gots to Chill
- 1988: I'm Housin
- 1989: So Wat Cha Sayin
- 1990: Gold Digger
- 1991: Rampage (con LL Cool J)
- 1991: Give the People
- 1992: Crossover
- 1992: Head Banger (con K-Solo y Redman)
- 1997: Da Joint
- 1997: Richter Scale
- 1999: Symphony 2000 (con Redman, Method Man y Lady Luck)